# Slikgård
Slikgårde er områder på vaderne, som indhegnes med risknipper. På den måde bliver vandbevægelsen dæmpet nok til at det meste af det tilførte materiale (slik og klæg), der kommer ind med højvandet kan nå at bundfældes. På denne måde kan man få landet til at vokse hurtigere end ved den naturlige bundfældning af tilført materiale, som sker ved Vadehavet. En slikgård består mest af to rækker pæle, hvis mellemrum er opfyldt med knipper af grene og kviste (faskiner). Det enkelte felt mellem to rækker af faskiner kaldes også for låning.
Området, hvor slikgårde anlægges, kaldes vadet og er karakteriseret ved at være tørt ved lavvande, men overskyllet ved normalt højvande. Efterhånden kommer områder med slikgårde til at ligge over normalt højvande og betegnes da som forland. På forlandet trives nu landvindingsplanter som kveller og annelgræs. Etableringen af slikgårde bliver som regel kombineret med grøblinger, som består af små kanaler og grøfter for at afvande det nyvundne land. 
Slikgårde har været kendt i århundreder i blandt andet marskegnene i Sønderjylland.